# Bulwar Czarnej Przemszy (Będzin)

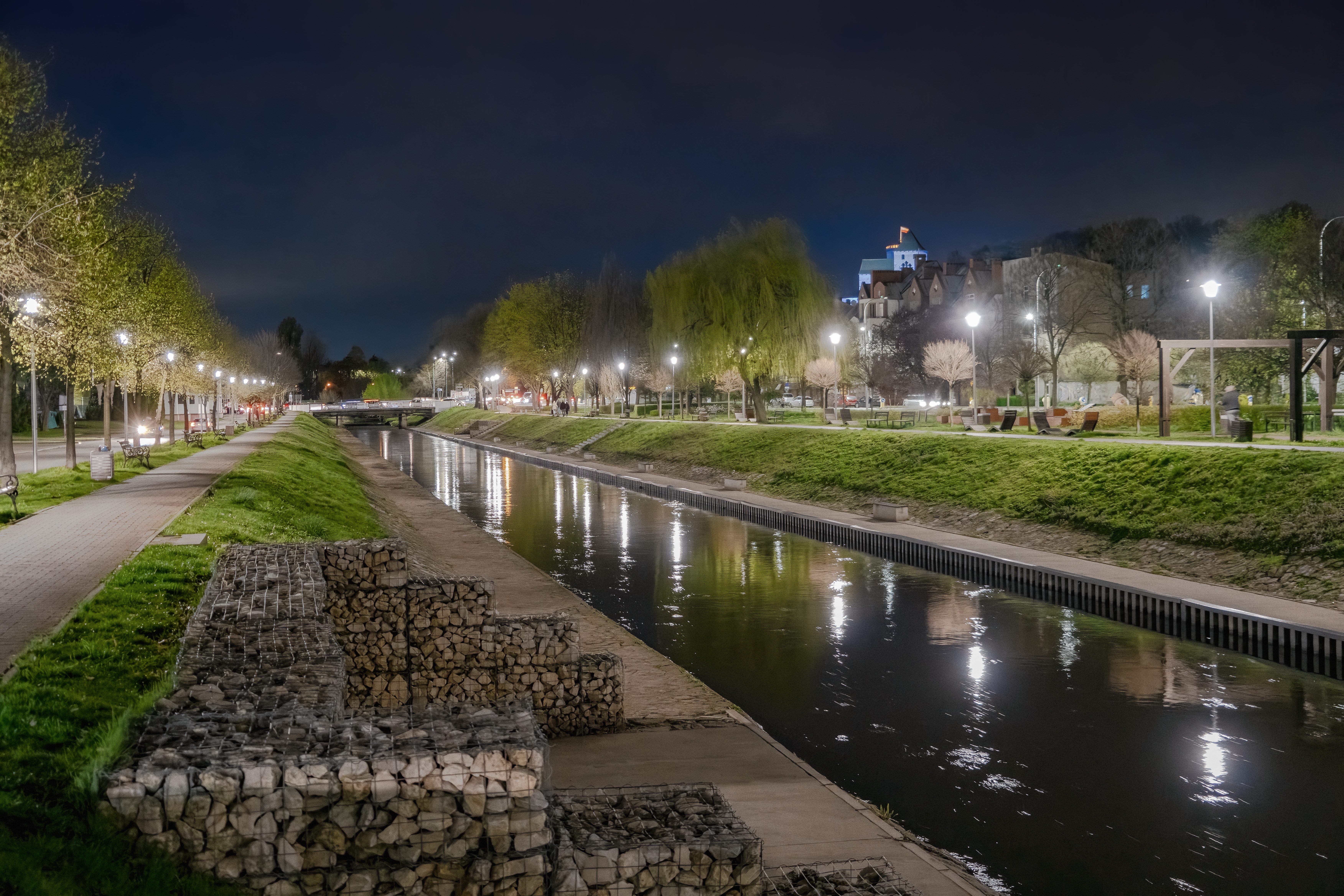
Bulwar Czarnej Przemszy w Będzinie, w tle po prawej stronie widoczny Zamek

Bulwar Czarnej Przemszy w Będzinie – będziński odcinek Bulwarów nad Czarną Przemszą. Teren ciągnący się wzdłuż rzeki – Czarnej Przemszy. Zaczyna się przy moście na granicy z Dąbrową Górniczą w okolicach Parku Zielona podążając dalej w kierunku centrum miasta, przy ulicy Reja, przecinając Małpi Gaj, wzdłuż targowiska i ulicy 11-go Listopada, kończąc na granicy z Sosnowcem w Nowym Będzinie. Cały ten odcinek liczy około 9 km, przy czym około 5 km jest dostępna bezpośrednio dla ruchu pieszego i rowerowego.
Bulwary w Będzinie można podzielić na 3 strefy zaczynając od Zamku w Będzinie. Pierwsza strefa rozpoczyna się tuż pod Zamkiem w Będzinie i kończy mniej więcej na wysokości supermarketu Lidl. Jest to strefą najbardziej reprezentatywną i stanowi promenadę miejską. Strefa druga rozpoczyna się na tyłach Powiatowej Biblioteki w Będzinie. Jest to odcinek niezagospodarowany i nieutrzymywany przez miasto, ale w ciągłym użyciu przez mieszkańców miasta. Ostatnia strefa jest obszarem porośniętym dziką roślinnością. Odcięty od części użytkowej miasta poprzez znajdujące się wzdłuż ulicy Kościuszki oraz Małobądzkiej zakłady przemysłowe: Centrostal, tereny byłej Hanki, Mostostal itd.

## Rewitalizacja

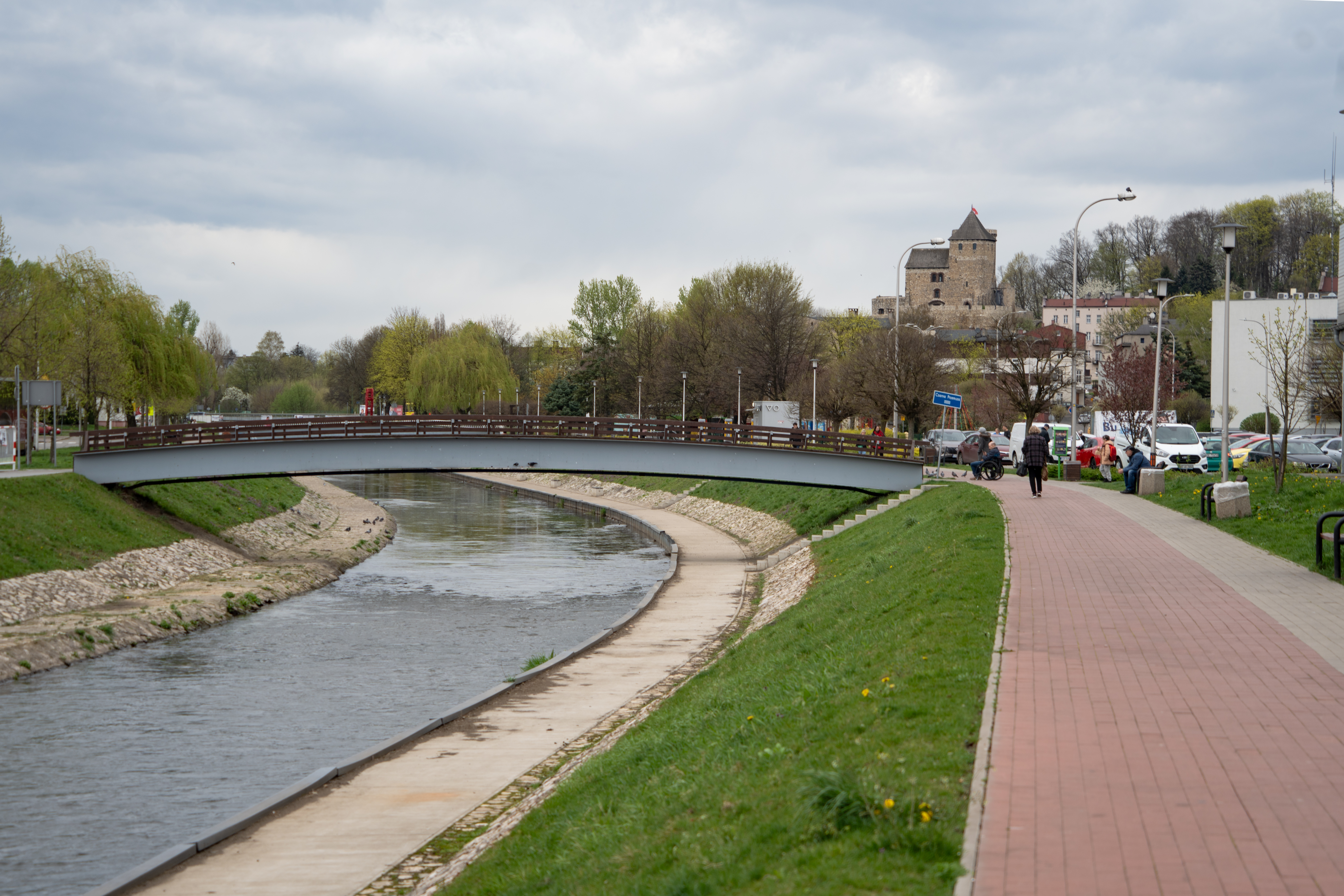
Rzeka Czarna Przemsza w Będzinie, na wprost po prawej widoczny Zamek w Będzinie, po prawej stronie rzeki widoczny Bulwar Czarnej Przemszy w Będzinie

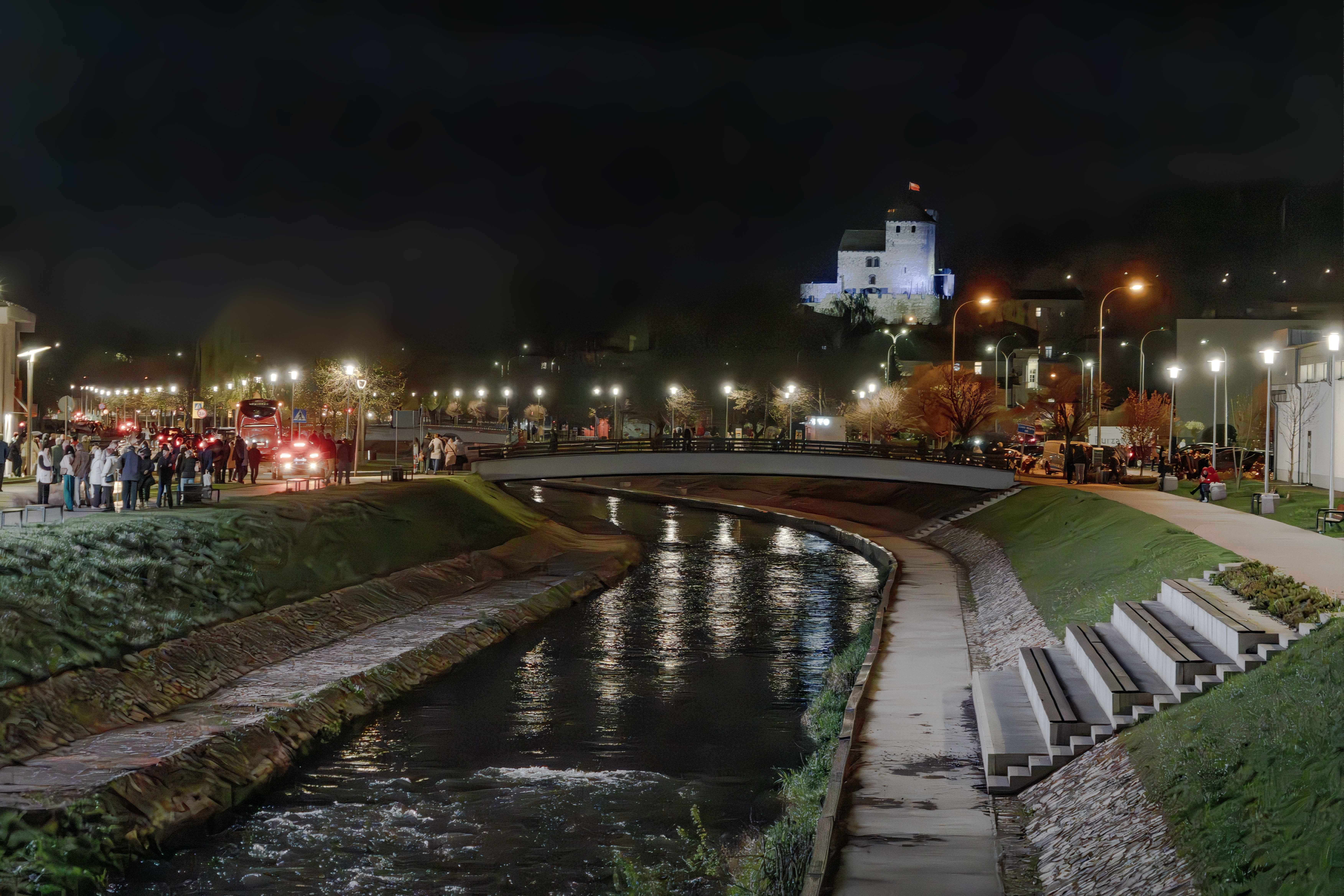
Bulwar na przeciwko hali Będzin Arena

W 2004 roku rozpoczęto realizację projektu „Przebudowa drzewostanu wraz z zagospodarowaniem terenu zieleni miejskiej wzdłuż bulwarów Czarnej Przemszy między Aleją Kołłątaja i pawilonem LIDL, z uwzględnieniem małej architektury.” Wzdłuż bulwarów w obrębie Urzędu Miejskiego usunięto część drzew i krzewów zgodnie, wykonano plac reprezentacyjny, naprzeciw którego wybudowano kładkę dla pieszych. Na terenie placu posadzono drzewa i ustawiono ławki, planowane są nowe nasadzenia oraz kontynuacja realizacji projektu przebudowy bulwarów nad Czarną Przemszą. Ustalono także utrzymanie terenu doliny rzeki Czarnej Przemszy jako obszaru biologicznie aktywnego z zagospodarowaniem głównie dla funkcji rekreacyjnych. Rozważano wtedy utworzenie kąpieliska poniżej ul. Siemiońskiej przed ujściem potoku Pogoria. Powstał projekt utworzenia na wałach dróg spacerowo-rowerowych oraz odtworzenia funkcji parkowych Małpiego Gaju.
Rewitalizacja bulwarów nad Czarną Przemszą stanowiła już w 2006 roku część programu Wspólna Rzeka – Rewitalizacja Czarnej Przemszy. Projekt zakładał wprowadzenie infrastruktury wzmacniającej funkcję rekreacyjną, turystyczną i przyrodniczo-krajobrazową doliny, tj. np.: ścieżki rowerowe i spacerowe, trasy spływów kajakowych, parki nadbrzeżne czy użytki ekologiczne o ponad gminnym przebiegu. Rewitalizacja została wpisana do strategii rozwoju miasta na lata 2012–2020, a w 2015 stało się jedną z trzech obietnic wyborczych prezydenta Będzina Łukasza Komoniewskiego. Pierwsze koncepcje realizacji zadania zostały upublicznione na początku 2017 roku. Pierwszy etap rewitalizacji objął obszar o wielkości 3 ha; projekt na tym etapie stawia na poprawę krajobrazu. W ramach rewitalizacji bulwarów znalazły się strefy rekreacji i wypoczynku w mieście, która obejmuje m.in.:
- przystań wodną,
- forum miejskie — strefa rekreacji i wypoczynku oraz miejscem spotkań i dyskusji,
- punkty gastronomiczne,
- kaskadę wodną wraz z fontannami z nocną iluminacją,
- amfiteatr z trybunami widokowymi i zapleczem[14],
- trybuny nadrzeczne (strefa leżakowania, kontemplacji, relaksu i wypoczynku wraz z okresową możliwością kibicowania drużynie MKS Będzin na telebimie projektowanej hali widowiskowo-sportowej Będzin Arena)[15],
- taras widokowy Będzin Areny z widokiem na bulwary będzińskie[15],
- bawialnię miejską na powietrzu,
- miejsca postojowe[13].

Ich przedłużeniem jest Plaża Miejska zlokalizowana w rejonie Brzozowicy w ramach Zagłębiowskiego Parku Linearnego, który obejmował rewitalizację obszaru funkcjonalnego doliny rzek Przemszy i Brynicy.
Miasto Będzin, na realizację powyższych celów dostało dofinansowanie z Górnośląsko-Zagłębiowskiej Metropolii w kwocie 3,9 mln zł. Środki przeznaczone zostały na realizację między innymi: Zagłębiowskiego Parku Linearny – rewitalizacja obszaru funkcjonalnego doliny rzek Przemszy i Brynicy, rewitalizację Bulwarów Czarnej Przemszy oraz Rozwój komunikacji rowerowej.
Pierwszą inwestycją zrealizowaną w rejonie Czarnej Przemszy była plaża miejska z boiskami do siatkówki, siłowniami, toaletami. W maju 2018 w ramach prac został wyburzony sklep Lidl przy ul. 11 Listopada, który został wzniesiony zgodnie z koncepcją rekreacyjno-wypoczykową przyległych terenów Bulwarów. Po drugiej stronie zlokalizowana jest hala widowiskowa Będzin Arena. W fazie końcowej rewitalizacja bulwarów nad Czarną Przemszą, po demontażu płyt żelbetonowych stanowiących przykrycie rzeki wybudowano ciągi piesze i rowerowe wraz z małą architekturą, a w kolejnym etapem oświetlenie zrewitalizowanego fragmentu bulwarów. Całość wykańczają nasadzenia drzew i krzewów.  Rewitalizacja objęła odcinek od skrzyżowania ulic Małobądzkiej, Gzichowskiej, Czeladzkiej i Kołątaja (tzw. nerki) aż do ulicy Krasińskiego.
W 2019 roku realizacja otrzymała wyróżnienie Modernizacja Roku w kategorii "rewitalizacja obszarów i przestrzeni urbanistycznej". 